# 硼化物
硼化物是由硼和金属形成的化合物，广义上也包括硼和类金属、非金属形成的化合物。
硼化物的制备通常需要 1200–2200 °C 的高温。它们可以由硼和金属或其氧化物反应而成。它也可以由电解硼酸盐而成。
硼化物中，硼和金属的比例范围非常广阔，从有大量金属原子的硼化物（例如 M
5B，M
4B），通常为过渡金属形成的硼化物到有大量硼原子的硼化物（例如MB
4，MB
12甚至MB
66），通常是碱金属、碱土金属、3族元素、镧系和锕系元素的硼化物。此外，硼化物中也有很多非整比化合物，含有不止一种金属原子。
硼化物的反应性低，熔点高。硼化物可用于生产高温电极、涡轮叶片、火箭喷嘴、燃烧室包层、中子辐射屏蔽和控制棒（硼的中子截面较高，可以吸收中子）。.